# 埃代-巴祖日
埃代-巴祖日（法語：Hédé-Bazouges，法語發音：[ede bazuʒ]）是法国伊勒-维莱讷省的一个市镇，位于该省中部偏西北，属于雷恩区。

## 历史
该市镇于1973年由原市镇埃代（Hédé）、巴祖日苏埃代（Bazouges-sous-Hédé）和圣桑福里安（Saint-Symphorien）合并而成，合并后市镇名称仍为“埃代”。2008年，圣桑福里安脱离埃代并成为一个独立市镇。2011年，该市镇更名为“埃代-巴祖日”（Hédé-Bazouges）。

## 地理
埃代-巴祖日（48°17'41"N, 1°48'9"W）面积14.52 平方千米，位于法国布列塔尼大區伊勒-维莱讷省，该省份为法国西北部沿海省份，位于布列塔尼半岛东部，北濒大西洋，西接阿摩尔滨海省和莫尔比昂省，南至大西洋卢瓦尔省，西南端接曼恩-卢瓦尔省，东临马耶讷省，东北与芒什省接壤。
与埃代-巴祖日接壤的市镇（或旧市镇、城区）包括：丹热、圣桑福里安、坦泰尼亚克、维尼奥克、吉佩勒。
埃代-巴祖日的时区为UTC+01:00、UTC+02:00（夏令时）。

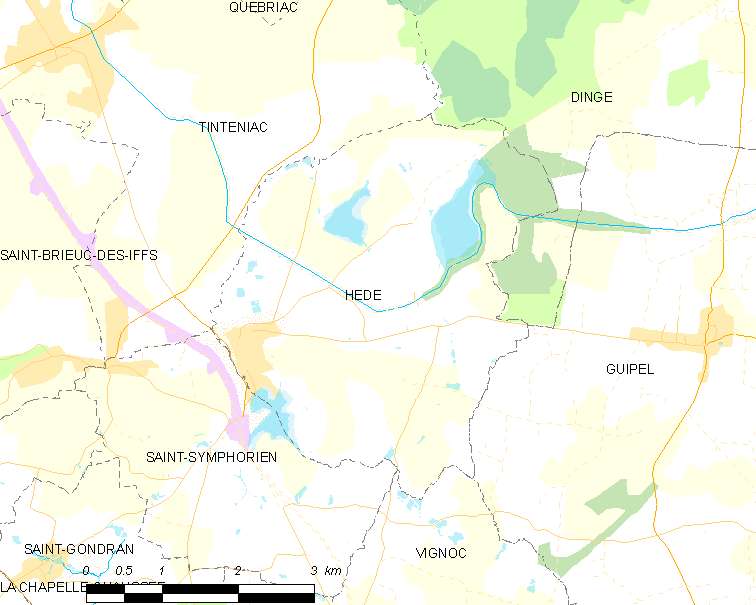
埃代-巴祖日的OSM定位图

## 行政
埃代-巴祖日的邮政编码为35630，INSEE市镇编码为35130。

## 政治
埃代-巴祖日所属的省级选区为默莱斯县。

## 人口

1962-2008年间埃代-巴祖日人口变化图示

埃代-巴祖日于2022年1月1日时的人口数量为2273人。